# Região Metropolitana do Cairo

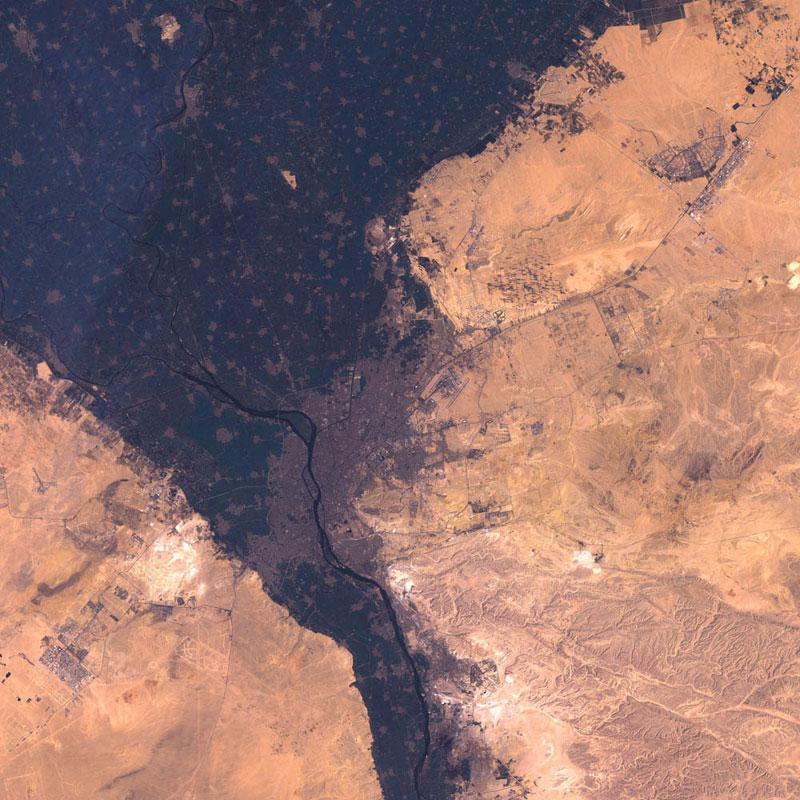
Imagem de satélite da Grande Cairo.

A região metropolitana do Cairo consiste em uma conurbação formada em torno de Cairo, capital do Egito e possui uma população de 19.439.541 habitantes. Entre as principais cidades, estão: Cairo, Giza e Xubra Queima.
Tem uma única rede de transporte, que consiste no Metrô do Cairo.